# Remonstrantse kerk (Bussum)
De Remonstrantse kerk in Bussum  is de kerk van de Remonstrantse gemeente Naarden-Bussum, gelegen in de Bussumse wijk het Spiegel, aan de Koningslaan 2B.

## Kerkgebouw
Het kerkgebouw, ontworpen door Ir. G.A. Treep, stamt uit 1955. In 1985 werd het gemoderniseerd en uitgebreid met een tuinzaal. Deze architect heeft ook het Remonstrantse kerkgebouw in Eindhoven ontworpen.

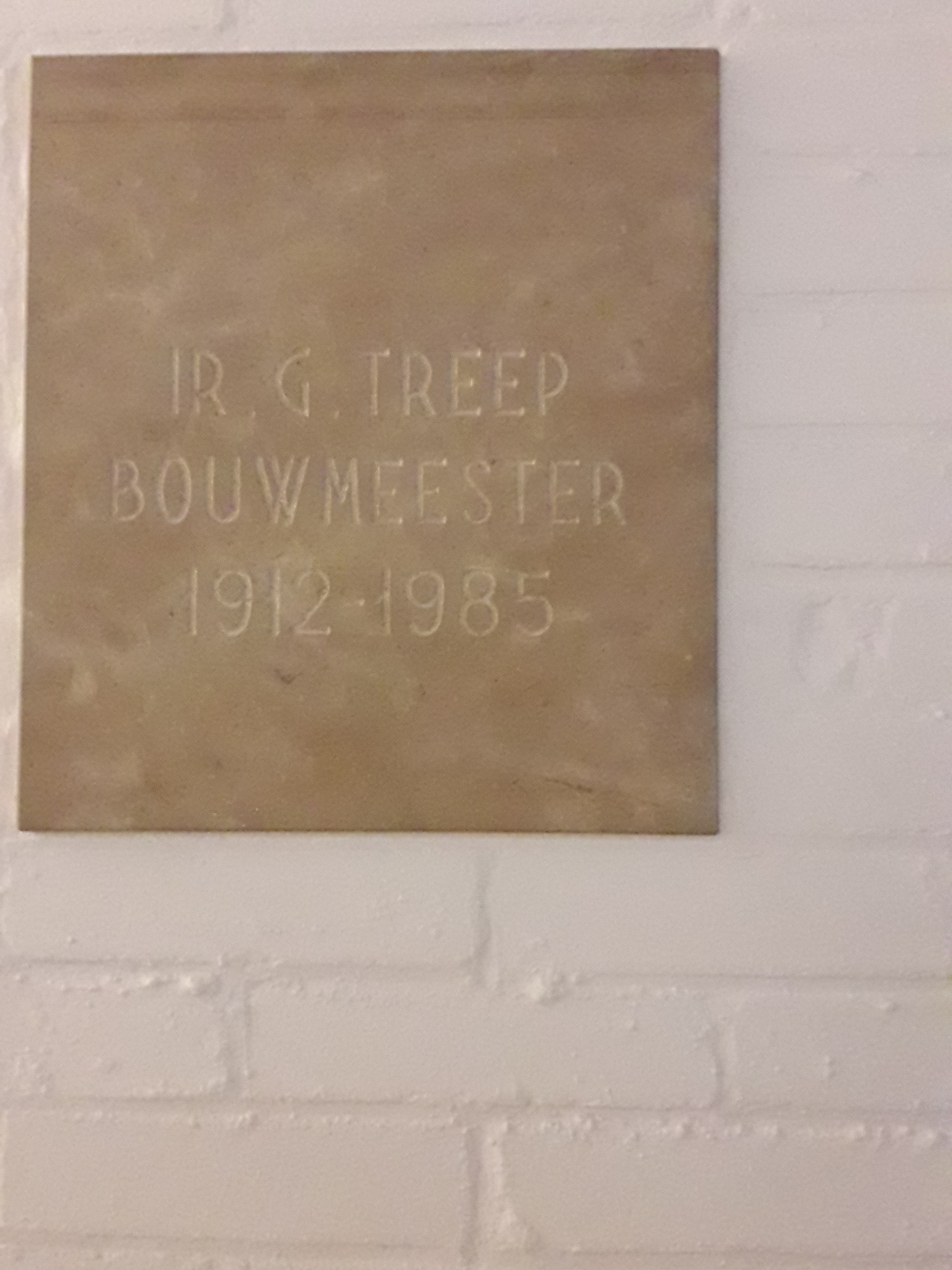
Gedenksteen bouwmeester G.Treep

De kerk zelf is uit baksteen opgetrokken met een luidklok bevestigd aan de zijmuur. Aan de voorkant is een groot rond raam aangebracht, met daarin een in de vorm van een bloem uitgewerkte raampartij.
Het orgel in de kerk dateert uit 1956 en is gebouwd door Ernst Leeflang.

## Activiteiten
De kerk wordt behalve voor de gebruikelijke kerkdiensten ook gebruikt voor de zogeheten Koningslezingen en Koningspreken. Dit zijn bijeenkomsten waar door bekende Nederlanders dieper ingegaan wordt op actuele en maatschappelijke onderwerpen. Daarnaast zijn er diverse gespreksgroepen, kleine gezelschappen van leden en vrienden (van de kerk en van daarbuiten), die meestal op regelmatige basis bij elkaar komen, meestal rond een thema.